# (6397) 1991 BJ
(6397) 1991 BJ (1991 BJ, 1975 VU3, 1975 VY9, 1979 YV9, 1986 WF1) — астероїд головного поясу.
Тіссеранів параметр щодо Юпітера — 3,553.